# Ocotea quixos
Ocotea quixos là loài thực vật có hoa trong họ Nguyệt quế. Loài này được (Lam.) Kosterm. miêu tả khoa học đầu tiên năm 1938.